# Gove Land Rights Case
Milurrpum and Others vs. Nabalco P/L and The Commonwealth of Australia (bekend geworden onder de naam Gove Land Rights Case) was de eerste rechtszaak in Australië waarin de native-title-rechten van de Aboriginals centraal stonden.

## Geschiedenis
In de jaren vijftig werd er op het schiereiland Gove in het noordoosten van Arnhemland bauxiet ontdekt. De plannen voor het delven van dit mineraal vormde een bedreiging voor de Yolŋu van Yirrkala. In 1963 dienden zij bij het Australische parlement een petitie op boombast in als protest tegen een geplande pachtovereenkomst tussen de Australische overheid en het mijnbouwconsortium Nabalco. De zogenoemde Yirrkala bark petitions werden afgewezen. Op 15 september 1965 werd de overeenkomst met Nabalco gesloten.

## Relatie met Nabalco

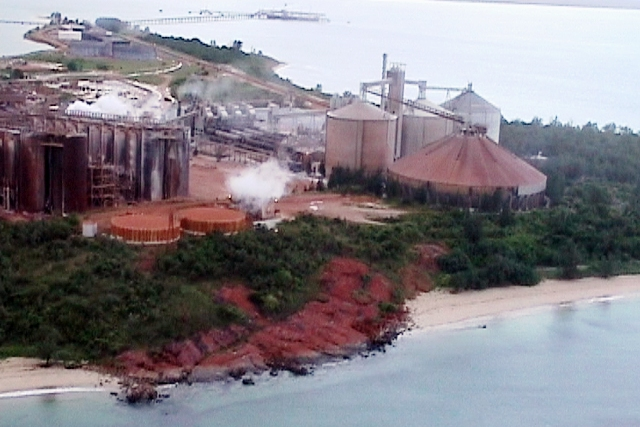
Bauxietfabriek in Nhulunbuy nabij Yirrkala

Nabalco vond het ondanks de overeenkomst met de Australische overheid gepast om de Yolŋu in kennis te stellen van de activiteiten die er de komende jaren nabij Yirrkala zouden gaan plaatsvinden. Op 18 januari 1966 bezochten directieleden van Nabalco de Yolŋu om ze met beeldmateriaal over de bouw van een bauxietmijn en een aluminiumoxidefabriek te informeren. De directieleden werden hartelijk ontvangen en de plannen van Nabalco werden begroet.
Een aantal Yolŋu mannen kreeg werk in de fabrieken tegen gelijke lonen. Zij konden zich echter maar moeilijk aanpassen aan het arbeidsritme van de industriële samenleving en kwamen regelmatig niet opdagen, omdat ze traditionele verplichtingen binnen hun gemeenschap hadden.
De missionarissen bekeken de activiteiten van Nabalco steeds kritischer. In 1968 vroeg de Methodist Commission on Aboriginal Affairs om juridisch advies in verband met de landrechten van de Yolŋu. Dit advies kwam er in juli en in oktober maakte de Methodistenkerk bekend de erkenning van landrechten te ondersteunen. Hierop spanden drie Yolŋu mannen een rechtszaak aan.
Dat de Yolŋu het mijnbouwproject aanvankelijk toejuichten en vervolgens een rechtszaak aanspanden, lijkt tegenstrijdig, maar is volgens de Duitse antropoloog Peter Weidkuhn goed te verklaren. Volgens hem is het een klassiek geval van ongelijkheid tussen boodschapper en ontvanger. Nabalco en de Yolŋu hebben elkaar niet goed begrepen.
„Es wäre das allererste Mal in der Geschichte der Beziehungen Europas zur Dritten Welt gewesen, wenn Vertreter einer hochindustrialisierten Gesellschaft und diejenigen einer Wildbeutergesellschaft sich nach einem Nachmittag des Zusammenseins wirklich verstanden hätten. Nur die reine Ahnungslosigkeit konnte dies annehmen.”

## Rechtszaak
De eisers in de zaak verlangden drie dingen:
1. Compensatie
2. Een rechterlijk bevel om de mijnbouwactiviteiten te stoppen
3. Erkenning van hun landrechten

De kern van de zaak draaide om de vraag of de Yolngu soevereine rechten over hun land hadden op grond waarvan ze de mijnbouwactiviteiten van Nabalco konden verbieden. Deze soevereine rechten worden native-title-rechten genoemd. De eisers wierpen op dat Groot-Brittannië zich New South Wales door verovering had toegeëigend. Aboriginallandrechten waren hierdoor onaangetast gebleven.
Na drie jaar oordeelde de rechtbank dat de Yolngu hun economische en spirituele band met het land weliswaar voldoende hadden bewezen, maar dat native title geen onderdeel van het Australische gewoonterecht uitmaakte. En zelfs wanneer native-title-rechten wel door de Common Law zouden worden erkend, dan waren deze volgens de rechtbank inmiddels door de kolonisatie uitgewist. Verder oordeelde de rechtbank dat Australië was gekoloniseerd en dat het buiten haar macht viel om het continent op grond van een herziening van historische feiten als veroverd te classificeren.
In het kort betekende dit dat de Yolngu helemaal niets konden doen om Nabalco te stoppen.
Het vonnis was een grote teleurstelling, maar vormde desondanks een belangrijke stap voor de landrechtenbeweging. Het was de eerste keer dat een rechtbank erkende dat de Aboriginals een economische en spirituele band met hun land hebben en over een eigen rechtssysteem beschikken. Ook erkende de rechtbank dat rechtszaken over landrechten alleen succesvol konden zijn, wanneer mondeling bewijsmateriaal (oral evidence) zou worden toegelaten.
Maar voor de Yolngu betekende de overwinning van Nabalco een ramp. Delen van het land werden door dagbouw onherkenbaar veranderd, terwijl het nieuwe mijnbouwstadje Nhulunbuy de traditionele structuren ondermijnde, onder andere door de introductie van alcohol. Ook bleven de in het vooruitzicht gestelde arbeidsplaatsen uit.